# 延寿桥
延寿桥，位于中国福建省莆田市城厢区寿溪上，宋建炎元年（1127年）始建，明正统庚申年（1440年）推官吴思谅重建。石构平梁桥，12墩13孔，桥身宽4米、长91米，南北引桥长51米。舟形墩，高11米。桥面两侧置石栏杆，南桥头设石构二柱单门桥坊门。2005年5月11日公布为第六批福建省文物保护单位。